# Linus Glanzelius
Linus Glanzelius, né le 28 décembre 1990 à Göteborg, est un homme politique suédois, membre du Parti social-démocrate suédois des travailleurs (SAP). Le 27 février 2024, à la suite de la mort d'Erik Bergkvist intervenu le 20 février 2024, il devient député européen.

## Biographie
Glanzelius est membre et travaille pour la SSU et les Sociaux-démocrates depuis 2010.